# شرطة عسكرية

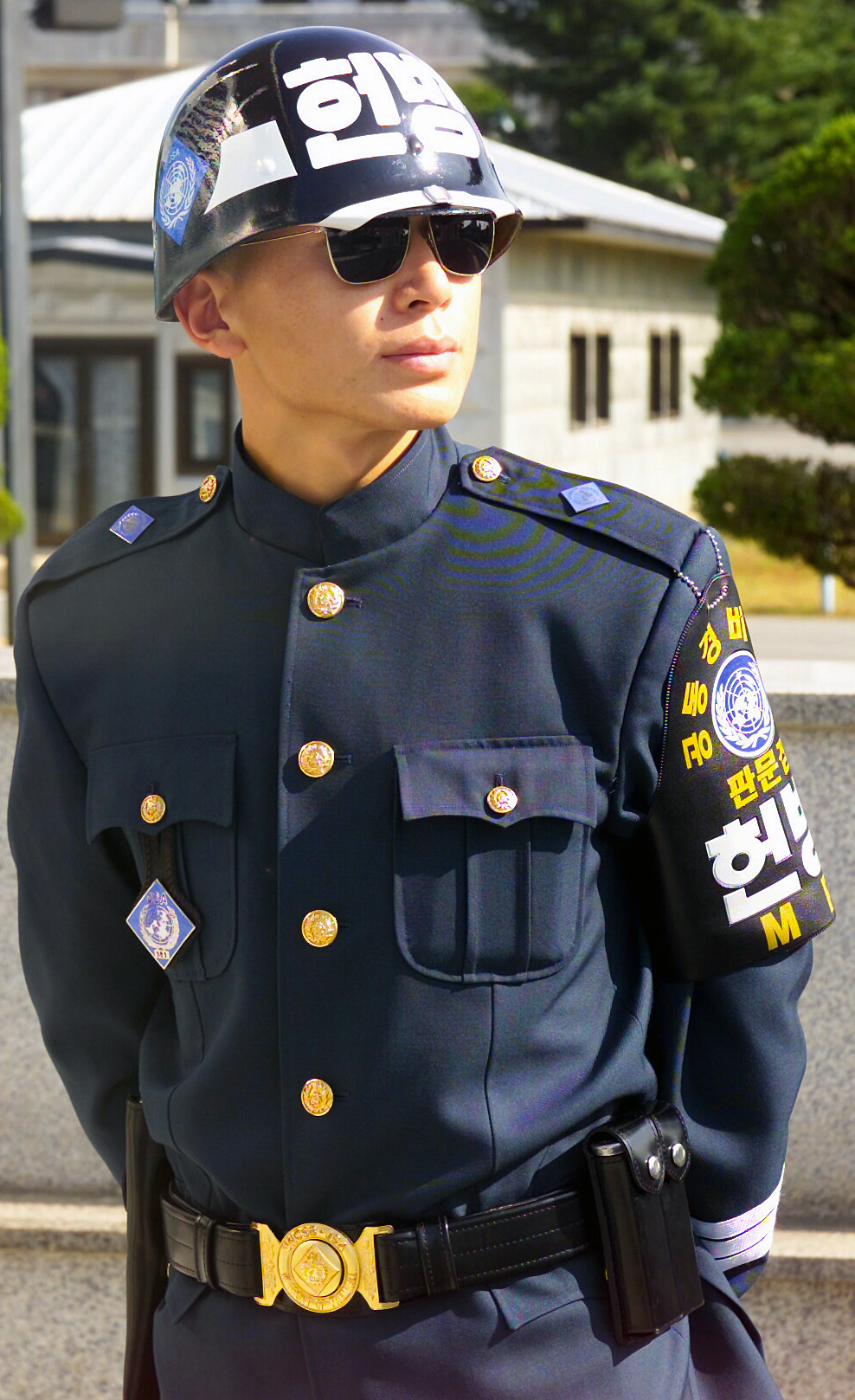
عسكري من أفراد الشرطة العسكرية الكورية الجنوبية

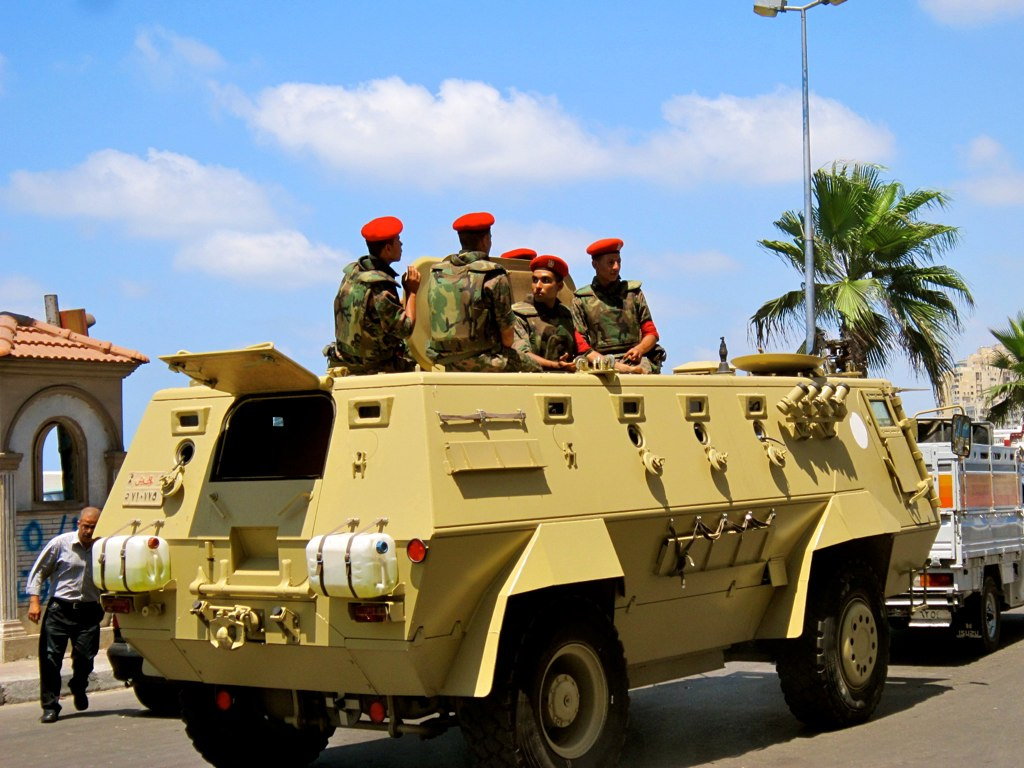
مدرعة بالإسكندرية - لاحظ الزي الأحمر المميز

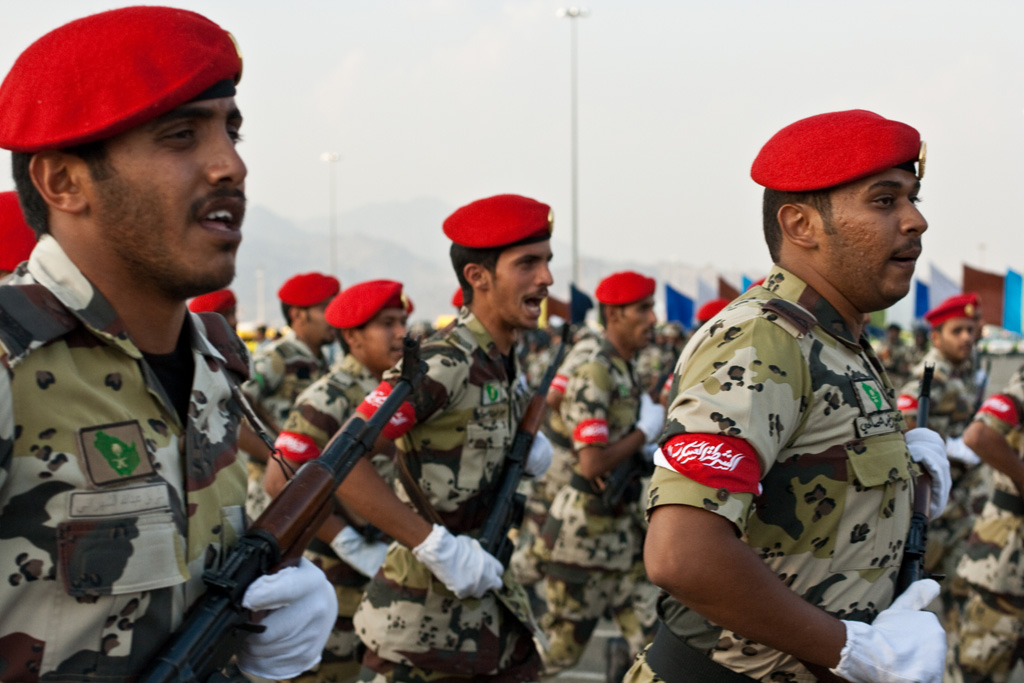
عرض الشرطة العسكرية السعودية قبيل موسم الحج

الشرطة العسكرية. هي شرطة لقوة عسكرية، عادة يكون لهم لباس مميز يوضع حول العضد وأحيانا على الخوذة الذي يرتديه رجل الشرطة العسكرية ويكتب اختصاراً (ش.ع.) أو بالإنجليزية (M P)، وفي النظام العسكري العراقي تسمى هذه القوات بـ(( الانضباط العسكري )) وتضع حروف (أ.ع) على العضد مع قبعة (بيرية ) حمراء اللون.

## أهم المهام
- تسهيل الحركة المرورية لحركة القوات داخل المدن.
- تامين الحراسة وتسهيل المرور للقوافل الإدارية داخل المدن وفي حركتها من المنطقة الاستراتيجية الخلفية وصولا للمنطقة الامامية الاستراتيجية التعبوية.
- حراسة أسرى الحرب.
- التنسيق مع الجهات الأمنية للقبض على الفارين من أرض المعركة.
- مشاركة الاستخبارات العامة والعسكرية في التحقيق مع أسرى الحرب.
- القبض على الأفراد العسكريين أثناء مشاهدتهم في سلوك مسيء أو غير منضبط خارج الوحدات العسكرية.
- تأمين أمن المنشات العسكرية الحساسة ومراكز القيادة ومباني القيادة العسكرية والمدن السكنية العسكرية.
- أمن الشخصيات الهامة للقوات العسكرية وضيوف القوات أو وزارة الدفاع.
- مباشرة القضايا الجنائية التي تقع في ضمن نطاق مسؤوليتها والتنسيق مع الجهات الأمنية ذات العلاقة لإكمال الإجراءات اللازمة.
- إحضار الضباط والأفراد المطلوبين في قضايا مختلفة لدى الجهات القضائية والأمنية.
- تنفيذ الأحكام العسكرية الصادرة بحق الضباط وضباط الصف والجنود.

## الشرطة العسكرية وعلاقتها بالقوات الخاصة
إن وحدات الشرطة العسكرية تعتبر شبيها بالقوات الخاصة الذين يتصفون منسوبوها بتدريب عال المستوى، فوحدات الشرطة العسكرية تعتبر قوة خاصة من حيث نوع الاختصاص التي تزاوله في القطاعات العسكرية وتعتبر قوة متكاملة ويوجد بها تخصصات فعاله وتسند لهم مهام كثيرة كحفظ الأمن وحماية الشخصيات المهمة بالدولة وأحيانا تكلف بمهام خارجية وبالفعل ينجزون مهامهم بكل ثقة فهي وحدة مدربة ولهم خبراتهم في المهام التي يكلفون بها.